# Sam Worthington

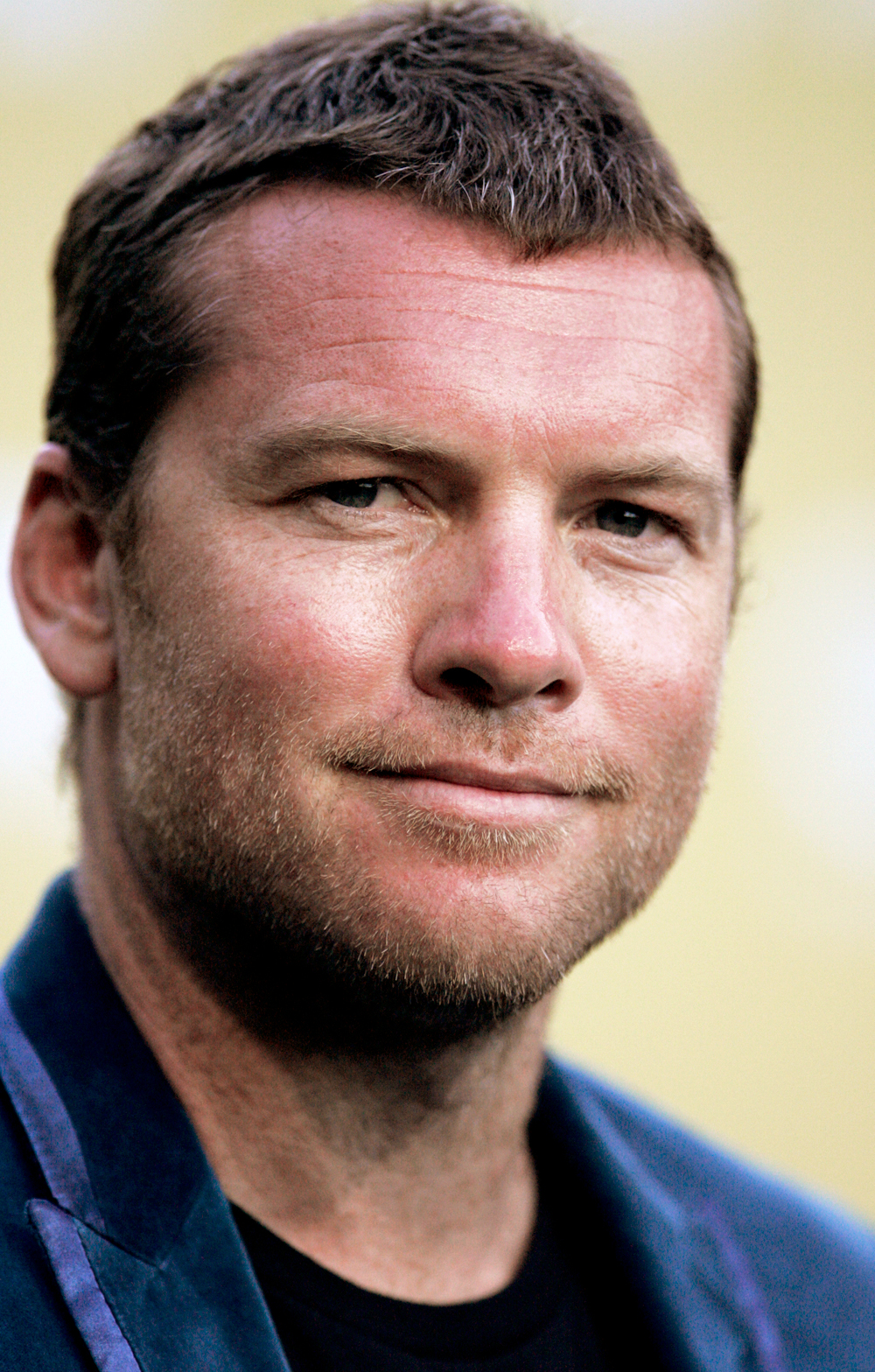
Sam Worthington (2013)

Samuel „Sam“ Henry John Worthington (* 2. August 1976 in Godalming, Surrey, England) ist ein australischer Schauspieler, der seit 2000 an zahlreichen Filmen und Serien mitgewirkt hat.

## Leben
Worthington wurde in Großbritannien geboren, zog aber schon in seiner Kindheit mit seiner Familie nach Australien. Er wuchs in Warnbro, einem Vorort von Rockingham in der Nähe von Perth in Western Australia auf, besuchte das John Curtin College of the Arts in Fremantle und arbeitete nach der Schule als Maurer. Später studierte er Schauspiel am National Institute of Dramatic Art (NIDA) in Sydney. Nach seinem Abschluss 1998 spielte er Theater in Sydney und übernahm erste Film- und Fernsehrollen, so in Episoden der Fernsehserien Water Rats und Blue Heelers. Für seine erste Kinohauptrolle in Bootmen wurde er 2000 für den AFI Award als bester Hauptdarsteller nominiert. Durch diese Rolle fand er auch einen Agenten in Hollywood und dadurch erste kleinere Rollen in amerikanischen Filmen (Das Tribunal, gedreht im Jahr 2000) und Fernsehserien (JAG – Im Auftrag der Ehre).
Sein Durchbruch in Australien kam im Jahr 2004 mit seiner Hauptrolle in Cate Shortlands Independentfilm Somersault. Der Film gewann den AFI Award in sämtlichen 13 Kategorien, darunter den Preis für die beste männliche Hauptrolle für Worthington. Ebenfalls 2004 drehte er als Regisseur den Kurzfilm Enzo, für den er auch die Musik komponierte und mit dem er am australischen Kurzfilmwettbewerb Tropfest teilnahm.
Auf den Erfolg mit Somersault folgten wiederkehrende Rollen in den Fernsehserien Love My Way und The Surgeon. Im Kino spielte er 2005 die Hauptrolle in Fink! und 2006 die Titelrolle in einer in die Gangsterwelt von Melbourne verlegten Adaption von Macbeth.
Ab April 2007 fanden die Dreharbeiten zu James Camerons Avatar statt, in dem Worthington die Hauptrolle spielte. Der digital gedrehte 3D-Science-Fiction-Film kam im Dezember 2009 in die Kinos. Nach Abschluss der Avatar-Aufnahmen drehte Worthington im Jahr 2008 mit Regisseur McG den Actionfilm Terminator Salvation, in dem er den Mensch-Maschine-Hybriden Marcus Wright spielt. Darauf folgten eine Nebenrolle in John Maddens The Debt und, gemeinsam mit Keira Knightley, eine Hauptrolle in Last Night der Regisseurin Massy Tadjedin. 2009 übernahm er die Hauptrolle des im Original von 1981 von Harry Hamlin verkörperten Perseus in Louis Leterriers Remake Kampf der Titanen und dessen Fortsetzung aus dem Jahr 2012.
Er war drei Jahre mit der Stylistin Natalie Marks liiert. Im Februar 2011 gab er die Trennung bekannt. Seit Oktober 2013 ist er mit dem Model Lara Bingle liiert. Die beiden heirateten im Dezember 2014 in einer kleinen Zeremonie und wurden Ende März 2015 Eltern eines Sohnes. Zwei weitere Söhne folgten in den Jahren 2016 und 2020.

## Filmografie (Auswahl)
- 2000: JAG – Im Auftrag der Ehre (JAG, Fernsehserie, Folge 5x15)
- 2000: Bootmen
- 2002: Das Tribunal (Hart’s War)
- 2002: Dirty Deeds
- 2003: Große Tricks und kleine Fische (Gettin’ Square)
- 2004: Thunderstruck
- 2004: Somersault – Wie Parfum in der Luft (Somersault)
- 2005: The Great Raid – Tag der Befreiung (The Great Raid)
- 2005: Fink!
- 2006: Macbeth
- 2007: Rogue – Im falschen Revier (Rogue)
- 2009: Terminator: Die Erlösung (Terminator Salvation)
- 2009: Avatar – Aufbruch nach Pandora (Avatar)
- 2010: Kampf der Titanen (Clash of the Titans)
- 2010: Liebe, oder lieber doch nicht (Love & Distrust)
- 2010: Eine offene Rechnung (The Debt)
- 2010: Last Night
- 2011: Texas Killing Fields – Schreiendes Land (Texas Killing Fields)
- 2012: Ein riskanter Plan (Man on a Ledge)
- 2012: Zorn der Titanen (Wrath of the Titans)
- 2013: Drift
- 2014: Sabotage
- 2014: Cake
- 2014: The Keeping Room – Bis zur letzten Kugel (The Keeping Room)
- 2014: Papierflieger (Paper Planes)
- 2015: Kidnapping Freddy Heineken
- 2015: Everest
- 2016: Hacksaw Ridge – Die Entscheidung (Hacksaw Ridge)
- 2017: Die Hütte – Ein Wochenende mit Gott (The Shack)
- 2017: Manhunt (Manhunt: Unabomber, Fernsehserie, acht Folgen)
- 2017: Die Stunde des Killers (The Hunter’s Prayer)
- 2018: Titan – Evolve or Die (The Titan)
- 2019: Fractured
- 2021: Lansky – Der Pate von Las Vegas (Lansky)
- 2021: The Last Son
- 2022: 9 Bullets
- 2022: Avatar: The Way of Water
- 2022: Mord im Auftrag Gottes (Under the Banner of Heaven, Miniserie)
- 2023: Simulant
- 2024: Lift
- 2024: Horizon – Eine amerikanische Saga – Kapitel 1 (Horizon: An American Saga – Chapter 1)
- 2024: Horizon – Eine amerikanische Saga – Kapitel 2 (Horizon: An American Saga – Chapter 2)
- 2024: The Exorcism
- 2024: The Negotiator (Relay)
- 2024: The Killer

## Videospiele
- 2010: Call of Duty Black Ops (Hauptcharakter: Alex Mason)
- 2011: Call of Duty: Modern Warfare 3 (Live Action Trailer: The Vet)
- 2012: Call of Duty Black Ops 2 (Hauptcharakter: Alex Mason)

## Auszeichnungen
- 2000: Australian Film Institute: Bester Schauspieler in einer Hauptrolle für Bootmen (nominiert)
- 2002: Australian Film Institute: Bester Schauspieler in einer Nebenrolle für Dirty Deeds (nominiert)
- 2004: Australian Film Institute: Bester Schauspieler in einer Hauptrolle für Somersault – Wie Parfum in der Luft
- 2004: Film Critics Circle of Australia: Bester Schauspieler in einer Hauptrolle für Somersault – Wie Parfum in der Luft (nominiert)
- 2004: Inside Film Award: Bester Schauspieler in einer Hauptrolle für Somersault – Wie Parfum in der Luft (nominiert)
- 2009:	Scream Award: Bester Durchbruch Breakout Performance (nominiert)
- 2009: Teen Choice Award: Bester männlicher Debütant („Fresh face“) (nominiert)
- 2010: Australian Film Institute: Bester Schauspieler für Avatar – Aufbruch nach Pandora
- 2010: Saturn Award: Bester Schauspieler für Avatar – Aufbruch nach Pandora
- 2010: Teen Choice Award: Bester Schauspieler in einem Science-Fiction-Film für Avatar – Aufbruch nach Pandora
- 2010: Teen Choice Award: Bester Kampf für Avatar – Aufbruch nach Pandora (nominiert)
- 2010: Empire Award: Bester Schauspieler für Avatar – Aufbruch nach Pandora
- 2010: MTV Movie Award: Bester Kampf (zusammen mit Stephen Lang) für Avatar – Aufbruch nach Pandora (nominiert)
- 2010: MTV Movie Award: Bester Kuss (zusammen mit Zoë Saldaña) für Avatar – Aufbruch nach Pandora (nominiert)
- 2010: ShoWest Convention: Männlicher Star von Morgen

## Deutsche Synchronstimmen
Bis 2009 hatte Sam Worthington in fast jedem Film einen anderen Synchronsprecher. In Terminator: Die Erlösung synchronisierte ihn Tobias Kluckert, genauso in der Call-of-Duty-Reihe. Seit Avatar – Aufbruch nach Pandora und Kampf der Titanen ist sein inzwischen fester Sprecher Alexander Doering.